# Gallotia simonyi
El lagarto gigante de El Hierro (Gallotia simonyi) es una especie endémica de la isla de El Hierro, en las Islas Canarias. En el pasado habitaba en toda la superficie insular, pero la actividad humana y la introducción de especies foráneas lo ha llevado al borde de la extinción. Actualmente se conservan reductos poblacionales en riscos y en los Roques de Salmor, unos promontorios frente a las costas de la isla. 

## Características

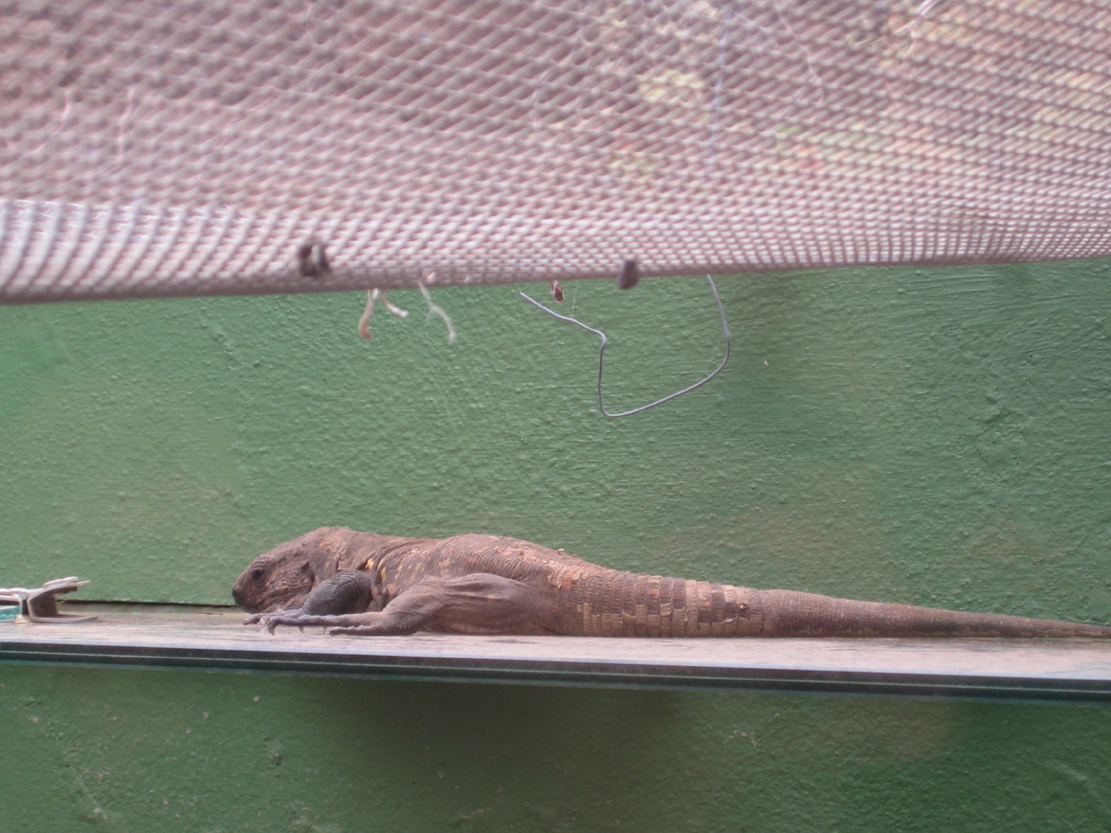
Gallotia simonyi en el lagartario de Guinea, El Hierro.

Este lagarto alcanza un tamaño de hasta 60 cm, es un animal de cabeza ancha (sobre todo los machos), cuerpo fuerte y larga cola.
El dorso es de color oscuro pardo, gris o incluso negro, el vientre es pálido blanquecino o cremoso y en los costados tiene numerosas marcas de color marrón amarillento, poco visibles en algunos individuos.
Es propio de las zonas más áridas y de terreno pedregoso. Es omnívoro: come plantas e insectos. La puesta comienza en mayo y pone de 5 a 13 huevos hasta fines de agosto. Los huevos eclosionan después de 61 días. Los predadores más habituales de este lagarto son las aves rapaces, como los cernícalos o los ratoneros.
El lagarto gigante de El Hierro no es la única especie de lagarto gigante de Canarias, pues se han descubierto especies similares en La Gomera, Gallotia bravoana (Hutterer, 1985), en Tenerife, el lagarto moteado canario o lagarto gigante de Tenerife y en Gran Canaria, el lagarto gigante de Gran Canaria (Gallotia stehlini).

## Conservación y amenazas
Se trata de una especie en peligro crítico de extinción, incluida en el Convenio de Berna (Anexo II) y en la Directiva Hábitat (Anexos II y IV).
El Gobierno de Canarias lleva a cabo programas para la conservación de la especie reintroduciéndolo en zonas donde ya se había extinguido, controlando la población de animales foráneos (especialmente gatos) y llevando a cabo programas de reproducción en cautividad. Las cifras actuales demuestran un importante crecimiento de la población. Se puede visitar el centro de cría, conocido como Lagartario. Durante las tormentas en la isla a finales de enero de 2007, un total de 178 ejemplares del Centro murieron. Solo sobrevieron 102 ejemplares nacidos en 2006, y otros 103 de diferentes edades.